# 四部備要
『四部備要』（しぶびよう）とは、上海の中華書局によって1920年代から1930年代にかけて出版された漢籍叢書。初版は11305巻・2500冊で、351種の書物を収録していた。四部分類に従って活字出版された。

## 特徴
中華書局のライバルであった上海商務印書館は、1919年から『四部叢刊』の名で貴重な善本を影印出版した。中華書局がそれに対抗して出版したのが『四部備要』である。
はじめ1921年から1934年までかけて全2500冊が線装本で出版された。1935年には簡単な句読を施した洋装本が、その翌年には洋装縮刷本が出版された。十三経・四書集注・二十四史をはじめとして、先秦から清に至る基本的で必要度の高い書物を収録している。
『四部叢刊』が影印であるのに対して、『四部備要』は活字出版によっている。このため、資料としての重要性は『四部叢刊』の方がはるかに上だが、実用的な読みやすさでは『四部備要』が勝る。また、清朝考証学の文献を多く含む点でも異なる。
中華書局が『四部備要』の出版に使用した活字は宋の時代の版本の文字に似せて設計された聚珍倣宋体（仿宋体とも書く）と呼ばれる特徴のある書体で、もと聚珍倣宋印書局の丁輔之・丁善之兄弟によって設計された。中華書局は1921年に聚珍倣宋印書局を吸収合併していた。
台湾の中華書局から1960年代以降に再版された。2015年に新版が出版されている。